# جون كوكي (لاعب كرة قدم)
جون كوكي (بالإنجليزية: John Cooke)‏ (18 مارس 1942 في المملكة المتحدة - ) هو لاعب كرة قدم بريطاني في مركز حراسة المرمى. لعب مع بورت فايل وماكليسفيلد تاون ونادي تشورلي ونادي ألترينتشام ونادي موركامب.